# Xiafs
Xia – system plików dla Linuksa, który pojawił się równocześnie z ext2. Nazwa pochodzi od nazwiska autora Franka Xia. Oba systemy plików tj. ext2 i xia były napisane z zamiarem zastąpienia niedoskonałego ext, lecz w użyciu przyjął się lepszy ext2.
System plików xia pozwala na maksymalny rozmiar partycji 2 GB i maksymalny rozmiar pliku 64 MB.